# الدوري التشيلي لكرة القدم 1938
الدوري التشيلي لكرة القدم 1938 (بالإسبانية: Primera División de Chile 1938)‏ هو الموسم 6 من الدوري التشيلي لكرة القدم. كان عدد الأندية المشاركة فيه 7، وفاز فيه ديبورتيس ماجالانز.